# Songhua Hu
Songhua Hu (kinesiska: 松花湖) är en sjö i Kina. Den ligger i provinsen Jilin, i den nordöstra delen av landet, omkring 170 kilometer öster om provinshuvudstaden Changchun. Songhua Hu ligger 243 meter över havet. Arean är 197 kvadratkilometer. Trakten runt Songhua Hu består till största delen av jordbruksmark. Den sträcker sig 77,8 kilometer i nord-sydlig riktning, och 44,9 kilometer i öst-västlig riktning.
Genomsnittlig årsnederbörd är 1 103 millimeter. Den regnigaste månaden är juli, med i genomsnitt 273 mm nederbörd, och den torraste är januari, med 10 mm nederbörd.